# The Telegraph (Індія)

The Telegraph — широкоформатна англомовна газета, що видається в Індії та має головну редакцію в Колкаті (Калькутті). Крім того, газета друкується в Гувахарі, Сіліґурі, Джамшедпірі та Ранчі. Газета належить ABP Limited, дочірній компанії Ananda Publishers. Вона видається безперервно з 7 липня 1982 року. Зараз це найпоширеніша англомовна газета у східних штатах Індії. Газета відома великою увагою до зовнішньої політики Індії та проблемах Північного Сходу.